# Väsbyhem
AB Väsbyhem är Upplands Väsbys allmännyttiga bostadsbolag och ägs helt av Upplands Väsby kommun och är den ledande aktören för bostäder i kommunen.[källa behövs]
Väsbyhem förvaltar enligt egna uppgifter ca 4 700 bostäder och 38 117 m² lokaler medan kommunens hemsida anger ca 4 500 lägenheter och ca 31 300 m² lokaler. 
Företaget är bland de 30 största av Sveriges cirka 300 allmännyttiga bostadsföretag.[källa behövs]